# Gyromorphina
Gyromorphina es un género de foraminífero bentónico considerado un sinónimo posterior de Quadrimorphina de la familia Quadrimorphinidae, de la superfamilia Chilostomelloidea, del suborden Rotaliina y del orden Rotaliida. Su especie tipo era Valvulina allomorphinoides. Su rango cronoestratigráfico abarcaba el Cretácico superior.

## Clasificación
Gyromorphina incluye a las siguientes especies:
- Gyromorphina allomorphinoides
- Gyromorphina monterelensis